# رود غيلبرت
رود غيلبرت (بالإنجليزية: Rod Gilbert)‏ (و. 1941  م) هو لاعب هوكي الجليد كندي، ولد في مونتريال، مركز لعبه هو جناح ‏. أمضى أغلب سنوات لعبه مع فريق نيويورك رينجرز. توفي يوم 22 أغسطس 2021.

## روابط خارجية
- رود غيلبرت على موقع دوري الهوكي الوطني (الإنجليزية)
- رود غيلبرت على موقع EliteProspects.com (الإنجليزية)
- رود غيلبرت على موقع HockeyDB.com (الإنجليزية)
- رود غيلبرت على موقع Hockey-Reference.com (الإنجليزية)
- رود غيلبرت على موقع قاعة كندا للمشاهير الرياضية (الإنجليزية)